# Блессе
Блессе́ (фр. Blessey) — бывшая коммуна во Франции, находилась в регионе Бургундия. Департамент коммуны — Кот-д’Ор. Входила в состав кантона Венаре-Ле-Лом. Округ коммуны — Монбар. 1 января 2009 года была объединена с коммуной Сен-Жермен-Сурс-Сен в коммуну Сурс-Сен.
Код INSEE коммуны — 21084. Население коммуны на 2006 год составляло 24 человека.